# Brzeźnicka Węgorza
El Brzeźnicka Węgorza (pronunciació: IPA [bʐɛʑ'ɲiʦka vɛŋ'gɔʐa]) és un riu del municipi de Węgorzyno, a Pomerània Occidental, Polònia. Té 40 km de longitud. El riu és una zona especial de conservació de la natura. La reserva natural té una superfície de 592,2 hectàrees.